# Campionati canadesi di sci alpino 1976
Ai Campionati canadesi di sci alpino 1976 furono assegnati i titoli di discesa libera, slalom gigante, slalom speciale e combinata, sia maschili sia femminili.

## Risultati
| Specialità      | Uomini     | Donne          |
| --------------- | ---------- | -------------- |
| Discesa libera  | Ken Read   | Karen Cloutier |
| Slalom gigante  | Jim Hunter | Kathy Kreiner  |
| Slalom speciale | Jim Hunter | Betsy Clifford |
| Combinata       | Jim Hunter | Kathy Kreiner  |